# Rittergut Kühdorf
Das Rittergut Kühdorf war ein unter kursächsischer bzw. reußisch älterer Linie Landeshoheit stehendes Rittergut. Es war ein „Rittergut ohne Grundbesitz“.

## Geschichte
Die Dörfer Kühdorf und Hainsberg bildeten ein Rittergut. Dieses verfügte über keinen Grundbesitz. Es fasste die Rechte der Besitzer des Ritterguts (die selbst an anderen Orten wohnten) gegenüber den Einwohnern der Orte zusammen. Ausnahme war das Bergner’sche Gut in Kühdorf, das nicht Teil des Ritterguts war, sondern bis 1815 dem Amt Weida und danach dem reußischen Amt Dölau zugeordnet war. Das Rittergut gehörte zum kursächsischen Amt Weida und war kursächsisches Lehen. Mit dem Wiener Kongress kam es zu Preußen und wurde noch 1815 an Reuß älterer Linie abgetreten.
Im Jahr 1592 betrug die Zahl der Rittergutsuntertanen 23 (15 in Kühdorf und 8 in Hainsberg). Im Jahr 1767 wurden 36 Untertanen gezählt. Im Jahre 1772 erfolgte die Allodifikation von Kühdorf und Hainsberg.
Besitzer des Rittergutes Kühdorf waren Angehörige folgender Familien: von Wolfersdorf (bis 1578 und von 1593 bis 1636), von Thalheim (von 1578 bis 1593), von Nitzschwitz (seit 1636), von Uffel (seit 1695), Römer (seit 1720), von Karstädt (seit 1734), Struve (seit 1765) und Günther (von 1826 bis 1879), Besitzer der Papiermühle in Greiz.

## Patrimonialgericht
Das Rittergut Kühdorf verfügte als Patrimonialgericht über die obere und die niedere Gerichtsbarkeit. 1841 wurde die obere Gerichtsbarkeit an den Staat abgegeben und seitdem vom Amt Dölau ausgeübt. 1868 wurde mit der Verfassung des Fürstentums Reuß älterer Linie die Patrimonialgerichtsbarkeit endgültig aufgehoben und vom Justizamt Greiz II übernommen.
Nach dem Ende der Gerichtsbarkeit bestand nur noch wenig Gerechtsame, darunter das Patronatsrecht. Mit dem Verzicht auf diese Rechte wurde das Rittergut Kühdorf im Jahr 1879 aufgelöst.